# Ludowy Komisariat Uzbrojenia ZSRR
Ludowy Komisariat Uzbrojenia ZSRR (ros. Народный комиссариат вооружения СССР) – jeden z urzędów centralnych w Związku Radzieckim, odpowiednik ministerstwa, który nadzorował część produkcji przemysłu zbrojeniowego.
11 stycznia 1939 dotychczasowy Ludowy Komisariat Przemysłu Obronnego ZSRR (Народный комиссариат оборонной промышленности) został podzielony na kilka resortów, wśród których był Ludowy Komisariat Uzbrojenia.
Resort nadzorował pracę 28 zakładów produkcyjnych i 8 biur projektów. W 1939 zatrudniał lub wykorzystywał 204.458 pracowników i więźniów.
Resort odgrywał wiodącą rolę w całym kompleksie zbrojeniowym któremu główną uwagę poświęcał kierujący nim Ławrientij Beria. W 1946 urzędowi zmieniono nazwę na Ministerstwo Uzbrojenia ZSRR (ros. Министерство вооружения СССР).

## Ludowi Komisarze
- 1939–1941 – Boris Wannikow
- 1941–1946 [1953] – Dmitrij Ustinow

## Siedziba
Siedziba ministerstwa mieściła się przy ul. Gorkiego 85 (od 1990 ul. I Тwerska-Jamskaja 3), w budynku (proj. Dmitrija Czeczulina) z 1940 zajmowanym współcześnie przez Ministerstwo Rozwoju Gospodarczego FR (Министерство экономического развития Российской Федерации).